# Ejército de Liberación Nacional Karen
El Ejército de Liberación Nacional Karen (en birmano: ကရင်အမျိုးသား လွတ်မြောက်ရေး တပ်မတော်; también conocido como KNLA por las siglas en inglés de Karen National Liberation Army) es el ala militar de la Unión Nacional Karen (KNU), el cual defiende la autodeterminación del pueblo Karen de Birmania. El KNLA ha estado combatiendo contra el gobierno de Birmania desde 1949.
El KNLA contaba con una fuerza estimada de 5000 soldados a fecha 2003,  estructurada en siete brigadas y un grupo de fuerzas especiales.